# فلوريان هاردي
فلوريان هاردي (بالفرنسية: Florian Hardy)‏ هو لاعب هوكي الجليد فرنسي، ولد في 8 فبراير 1985 في نانت في فرنسا.

## وصلات خارجية
- فلوريان هاردي على موقع EliteProspects.com (الإنجليزية)
- فلوريان هاردي على موقع Eurohockey.com (الإنجليزية)
- فلوريان هاردي على موقع HockeyDB.com (الإنجليزية)